# Cornwall Lake 224
Cornwall Lake 224 est une réserve indienne de la Première Nation crie de Mikisew située en Alberta au Canada.

## Géographie
Cornwall Lake 224 est située sur une île non nommée du lac Cornwall dans le coin nord-est de l'Alberta. La réserve a une superficie de 69,3 hectares. Elle est inhabitée.